# Parti socialiste (Belgique)
Pour les autres articles nationaux ou selon les autres juridictions, voir Parti socialiste.
Cet article concerne l'actuel Parti socialiste belge francophone. Pour l'ancien parti, voir Parti socialiste belge.
Le Parti socialiste (PS) est un parti politique belge social-démocrate classé au centre gauche voire à gauche et présent en Belgique francophone.
Le mouvement socialiste joue un rôle important sur la scène politique belge francophone depuis la fin du XIXe siècle. Le Parti socialiste est issu de la scission en 1978 du Parti socialiste belge (lui-même né sur les cendres du POB) en une aile flamande, le Socialistische Partij (SP, aujourd'hui Vooruit) et une aile francophone. Le parti est aujourd'hui le deuxième parti francophone de Belgique et était présent à tous les niveaux de pouvoir (Gouvernement fédéral, Région wallonne, Communauté française, Région de Bruxelles-Capitale, Communauté germanophone de Belgique), depuis 1988, où il participait à des gouvernements de coalition. Il a finalement été exclu du pouvoir fédéral le 11 octobre 2014 avec la mise en place du Gouvernement Michel, mais est toujours présent dans les gouvernements des entités fédérées jusqu'en juillet 2017, où le parti est relégué dans l'opposition en Wallonie à la suite du choix du cdH de ne plus gouverner avec lui. Le parti revient au pouvoir dans les entités fédérées à la suite des scrutins de 2019.
À l'exception d'une brève période entre 2007 et 2010 où il fut supplanté par le parti libéral MR, le PS est très longtemps resté, depuis la création des régions, le plus grand parti francophone de Belgique. Mais la situation change lors du triple scrutin du 9 mai 2024, le parti perd à nouveau son leadership au profit du MR, et est renvoyé dans l'opposition au niveau des entités régionales et fédérales.

## Histoire

### 1885-1940: leParti Ouvrier Belge(POB)
Voir Parti ouvrier belge pour l'histoire du socialisme en Belgique avant 1940.

#### Charte de Quaregnon
Résultat d'un travail de commissions installées à Gand, la déclaration de principes et le programme seront discutés au Congrès socialiste de Bruxelles les 25 et 26 décembre 1893 avant d'être adoptés lors du congrès de Quaregnon (dans le Borinage) des 25 et 26 mars 1894.

### 1940-1978: leParti socialiste Belge(PSB)
Voir Parti socialiste belge pour l'histoire du socialisme en Belgique avant 1978.

### Depuis 1978: leParti socialiste(PS)
(janvier 2021).
- Si vous ne connaissez pas le sujet, laissez ce bandeau (vous pouvez alors contacter les auteurs).
- Si vous supprimez le contenu mis en cause (vous pouvez préalablement contacter les auteurs),

argumentez précisément cette suppression dans la page de discussion
(un manque de référence n'est pas un argument ; une recherche réelle de référence doit avoir été effectuée, être formellement documentée).
Si la Flandre a effectivement obtenu en 1970 l'autonomie culturelle qu'elle souhaitait, la Wallonie n'a eu que la promesse de la régionalisation économique qu'elle réclamait.
Tous les efforts des socialistes francophones tendront au cours de la décennie à la concrétisation de cette revendication, que la crise économique rend encore plus justifiée à partir de 1975. Dans ce contexte, les tensions et les divergences entre socialistes du nord et du sud du pays - comme dans les autres familles politiques - aboutissent à la constitution d'un Parti socialiste et d'un Socialistische Partij en 1978. C'est l'aboutissement d'une évolution alors en cours depuis quarante ans. André Cools devient le premier président des socialistes francophones. En 1981, il est remplacé par Guy Spitaels qui exerça la fonction jusqu'en 1992.
En 1980, un nouveau gouvernement social-chrétien-socialiste fait voter les lois concrétisant la régionalisation. Mais celle-ci n'est encore que limitée. Comme celle de 1970, l'étape de 1980 n'est qu'un pas vers une Belgique fédérale. Il faudra attendre 1988 et le retour des socialistes au pouvoir, après sept ans d'opposition, pour qu'une nouvelle étape soit franchie lors d'une nouvelle réforme de l'État qui voit notamment enfin la création de la région Bruxelles-Capitale.

#### Années 1990
(janvier 2021).
- Si vous ne connaissez pas le sujet, laissez ce bandeau (vous pouvez alors contacter les auteurs).
- Si vous supprimez le contenu mis en cause (vous pouvez préalablement contacter les auteurs),

argumentez précisément cette suppression dans la page de discussion
(un manque de référence n'est pas un argument ; une recherche réelle de référence doit avoir été effectuée, être formellement documentée).

Ancien logo

En 1992, Philippe Busquin succède à Guy Spitaels au poste de président du parti.
Le processus institutionnel conduisant à la création d'un véritable État fédéral est poursuivi par le gouvernement socialiste-social-chrétien lors de la réforme en 1993.
À la suite des élections de mai 1995, la même majorité est reconduite avec un programme centré sur les problèmes socio-économiques. Pour le Parti socialiste, il s'agit de faire de l'emploi la priorité du gouvernement fédéral notamment par la redistribution et la réduction du temps de travail. S'engageant à maintenir la concertation sociale, l'indexation des salaires et des allocations sociales, le Parti socialiste se prononce en faveur d'une réforme de la sécurité sociale qui préserve les mécanismes de solidarité entre les personnes et les générations. S'opposant à toute fédéralisation ou privatisation de la sécurité sociale, le PS exige et obtient le financement alternatif qui met à contribution les revenus du capital.
Exprimant leur loyale volonté de faire fonctionner au mieux les institutions fédérales qu'ils ont contribué à mettre en place, les socialistes francophones, tant wallons que bruxellois, réaffirment, lors de leur congrès respectif tenu à Ans, le 9 février 1996, et à Bruxelles, le 16 mars 1996, leur entière solidarité et leur détermination à renforcer l'alliance Wallonie-Bruxelles.
Convaincu par ailleurs de la nécessité d'une Europe forte et unie, le PS a toujours œuvré en faveur de la construction européenne, facteur de progrès, de sécurité et de paix. Face à la crise économique particulièrement grave et au moment où l'Europe cherche un nouveau souffle, le PS, membre du Parti socialiste européen, réaffirme son engagement en faveur d'une véritable Communauté basée sur la démocratie parlementaire, les droits de la personne et l'État social. Considérant que l'espace communautaire ne peut se réduire à un simple marché, les parlementaires du PS exigent tout à la fois la mise en œuvre d'une véritable politique sociale européenne, l'harmonisation fiscale et le développement de la coopération en matière environnementale.
Dans les années 1990, le parti est secoué par le scandale de l'affaire Agusta-Dassault. Des ministres socialistes sont condamnés pour avoir accepté des sommes en échange de l'attribution d'un marché public (l'achat d'hélicoptères pour l'armée belge). Liée à cette première enquête, l'« affaire Dassault »", aboutit, en 1998, à la condamnation d'une douzaine de dirigeants socialistes de premier plan, dont Guy Spitaels, ancien président du PS.
Ces affaires, ainsi que la mauvaise gestion de l'affaire Dutroux et de la crise de la dioxine, conduit à de mauvais résultats électoraux. Ainsi, aux élections législatives et régionales de 1999, le parti voit une partie de l'électorat de gauche se détourner de lui au profit d'Ecolo et sa position de premier parti francophone menacée par le PRL-FDF-MCC (aujourd'hui le Mouvement réformateur).
Le PS reste cependant au pouvoir à tous les niveaux, dans des gouvernements de coalition avec le PRL-FDF-MCC (aujourd'hui le Mouvement réformateur) et Ecolo. Une majorité symétrique fut formée en Flandre (SP, VLD et Agalev). Cette majorité fut surnommée la majorité arc-en-ciel (ou paars-groen en néerlandais).
Elio Di Rupo devient président en octobre 1999.

#### Années 2000 et 2010

Le logo du parti en 2008.

Lors du 1er mai 2002, Di Rupo lança un appel en faveur de la création d'un « pôle des gauches ». Cet appel se concrétisera le 28 septembre 2002 par l'établissement des « convergences à gauche » avec Ecolo.
Grâce à une nouvelle direction et à un effort de modernisation, le parti réussit à se redresser et enregistre coup sur coup deux très bons scores électoraux, aux élections législatives de 2003 et surtout aux régionales de 2004. Sa position de premier parti francophone est alors incontestée et le parti est dans la majorité à tous les niveaux de pouvoir dans des coalitions différentes. Au gouvernement fédéral, son partenaire est le MR (et symétriquement, les partis flamands VLD et SPA), cette coalition est qualifiée de violette (paars en néerlandais), car alliant le bleu libéral et le rouge socialiste. À la Communauté française et à la Région wallonne, il gouverne avec le CDH. À la Région de Bruxelles-Capitale, il s'agit d'une coalition PS-CDH-Ecolo.
Dans les années 2000, le parti reste « englué dans les scandales » :
En mars 2005, le parti est secoué par une « affaire » : Anne-Marie Lizin, présidente du Sénat, a écrit une lettre à la présidente de la cour d'appel de Liège dans laquelle elle incite la juge à être bienveillante envers une des parties dans une affaire strictement privée. Anne-Marie Lizin s'explique et présente ses excuses devant l'assemblée, mais garde son poste.
Fin 2005, c'est l'affaire de La Carolorégienne : gestion des sociétés d'habitations sociales de Charleroi qui affaiblit le parti. Il s'agit alors de malversations dans la gestion d'une société de logements sociaux de Charleroi. Trois échevins PS de Charleroi sont privés de leur mandat par le conseil communal et l'un d'eux, Claude Despiegeleer, est incarcéré préventivement et inculpé. Déstabilisé, une autre personnalité socialiste, Jean-Claude Van Cauwenberghe, ministre-président de la Région wallonne, démissionne de son poste. Elio Di Rupo le remplace et promet une « traque aux parvenus » au sein du PS.
Le PS de la ville de Charleroi fait encore parler de lui en mai 2006. Il s'agit à nouveau de malversations dans la gestion de sociétés publiques : l'ICDI, intercommunale de traitement des déchets de la région et le Foyer marcinellois, autre société de logement social. Un échevin carolo, Lucien Cariat, est privé de ses compétences, inculpé et incarcéré préventivement. Simultanément, d'autres dossiers, impliquant des personnalités du PS carolo, font surface : l'un concernant le passé de curateur de faillite d'un membre du Collège provincial et l'autre un homme d'affaires proche du PS.
À Fontaine-l'Évêque, près de Charleroi, le bourgmestre sortant Georges Rovillard est placé le 13 octobre 2006 sous mandat d'arrêt pour détournements de fonds par fonctionnaire public. Le 20 octobre 2006, c'est au tour du bourgmestre carolo sortant Jacques Van Gompel d'être placé sous mandat d'arrêt dans le cadre de l'affaire de la « Carolorégienne ». À peine vainqueur des dernières élections communales, il est inculpé de faux, usage de faux et de détournement par fonctionnaire public. Les hauts fonctionnaires Jean-Pol Incecca et Patrick Roeland, ont également été inculpés dans ce dossier.
Dans le même temps, à Namur, le bourgmestre sortant Bernard Anselme, l'échevin Jean-Louis Close et le secrétaire communal Jean-Marie Van Bol sont inculpés d'entrave à la liberté des soumissions, de prise d'intérêt et de faux et usage de faux dans le cadre de l'affaire « Sotegec ».
À la suite de ces affaires, les électeurs sanctionnent durement le parti socialiste aux élections fédérales de juin 2007. Le parti fait son plus mauvais score historique et est, pour la première fois, dépassé par les libéraux du Mouvement réformateur en Wallonie. Malgré cette défaite, le PS sera appelé à participer au pouvoir. En effet, après qu'Yves Leterme a échoué dans ses tentatives de constituer une coalition orange-bleue, Guy Verhofstadt forme un gouvernement rassemblant les familles libérale et socio-chrétienne et le PS.
Début 2009, Anne-Marie Lizin fait encore parler d'elle lorsqu'il est révélé qu'elle a effectué pour 40 000 euros de dépenses non justifiées avec la carte de crédit de l'hôpital de Huy (commune dont elle est bourgmestre). Sous la pression, la direction du PS décide de la suspendre provisoirement de sa qualité de membre.
Aux élections régionales de juin 2009, le PS recule, tant en Wallonie qu'à Bruxelles par rapport aux chiffres de 2004. Cependant, il réalise un meilleur score qu'aux élections fédérales de 2007 et reste le premier parti en Région wallonne et en Communauté française. Il forme dans une coalition dite olivier avec le Centre démocrate humaniste et Ecolo et entre dans les gouvernements de la Communauté française, de la Région de Bruxelles-Capitale et de la Région wallonne. L'objectif affiché de ces gouvernements, qui choisissent pour slogan « Une énergie partagée pour une société durable, humaine et solidaire », est de renforcer les collaborations entre les institutions francophones (notamment par le biais de ministres « à double casquette »).
Aux élections fédérales de 2010, le PS est le grand vainqueur dans la partie francophone avec 26 sièges (+6) et devient le deuxième parti à la chambre après la N-VA. La famille socialiste devient la première au parlement et après la longue crise politique belge de 2010-2011, Elio Di Rupo devient Premier ministre dans le gouvernement dont il a négocié la formation. Empêché, il est alors remplacé à la tête du parti par Thierry Giet, désigné par le bureau du parti pour devenir président faisant fonction.
Le 17 janvier 2013, le bureau du PS désigne Paul Magnette comme président (faisant fonction) et désigne Jean-Pascal Labille comme son remplaçant comme ministre fédéral. Paul Magnette reste le bourgmestre de Charleroi.
En juillet 2017, dans un contexte marqué par de nombreuses affaires (Publifin, ISPPC et Samusocial), le Parti socialiste est contraint de revenir dans l’opposition après de longues années de pouvoir quasi interrompu. En dehors d'une période de deux ans et deux mois entre décembre 1985 et février 1988, le PS dirigeait la Région wallonne depuis sa création en 1981. Ce bouleversement dans la vie politique belge est interprété comme « un ras-le-bol sociétal et la fin d’une génération politique ».
Les élections 2019 bouleversent le PS : après quatre ans passés dans l'opposition au gouvernement Michel I, le parti chute aux élections et perd plusieurs de ses sièges. Il perd trois sièges à la chambre des représentants et sept sièges au parlement wallon. Le Parti Socialiste reste cependant la première force politique en Wallonie ainsi qu'à Bruxelles. En communauté germanophone, le précédent gouvernement garde sa majorité et ainsi le gouvernement Paasch II est formé juste après l'élection.Le gouvernement Vervoort III est formé le 18 juillet 2019 à Bruxelles, les partis écologistes se substituant aux chrétiens-démocrates pour la formation de la nouvelle majorité .En Wallonie, à la suite du retrait du CdH et du PTB des négociations, le gouvernement Di Rupo III est formé avec les libéraux et les écologistes. La formation du gouvernement fédéral tardant, les porte-paroles du PS déclarent que la formation d'une coalition comprenant le PS et la NV-A sera compliquée en raison de divergences importantes entre les deux partis,.
Le 19 octobre 2019, à l'issue d'une élection interne où il était le seul candidat, Paul Magnette remporte la présidence du Parti Socialiste et succède à Elio Di Rupo.

#### Années 2020
Il forme avec les libéraux, les écologistes et le CD&V le gouvernement Vivaldi, à partir d'octobre 2020.
Le 11 mars 2023, Paul Magnette est de nouveau élu président du PS avec 93,5% des voix .
Lors des élections fédérales, régionales et européenes de juin 2024, le PS perd des voix à tous les niveaux de pouvoir. Il perd également la première place en Wallonie, monopole des socialistes depuis 30 ans. Ce sont les libéraux qui raflent cette place, augmentant nettement leur score.

## Idéologie

### Charte de Quaregnon
Résultat d'un travail de commissions installées à Gand, la déclaration de principes et le programme seront discutés au Congrès socialiste de Bruxelles les 25 et 26 décembre 1893 avant d'être adoptés lors du congrès de Quaregnon (Borinage) des 25 et 26 mars 1894.

### Programme

#### Économie[28]
Le PS se prononce en faveur d'une augmentation du rôle de l'État dans l'économie et s'oppose aux politiques néolibérales, qui seraient responsables d'une augmentation des inégalités économiques et des dommages environnementaux.
Le parti souhaite notamment interdire les licenciements collectifs provenant d'entreprises réalisant des bénéfices, obliger les entreprises à donner suite aux offres de reprises au lieu de laisser à l'abandon leur activité, l'adoption d'un nouveau Code de la consommation, la création d'un compte d'épargne populaire, une régulation accrue du secteur financier et le développement d'une banque publique.

#### Éducation[29]
L'éducation est vue comme un vecteur d'inégalités à cause de son coût qui serait trop élevé et de son fonctionnement qui serait inadapté. Le parti s'oppose aussi au "recours massif au redoublement" et au "parcours différencié précoce".
Le Parti Socialiste souhaite notamment tendre vers une "véritable gratuité scolaire" et propose l'obligation scolaire dès 3 ans, la création d'un nouveau tronc commun, un accompagnement des élèves en difficulté, une limitation du nombre d'élèves par classe ainsi que la suppression de la distinction entre filière technique et filière professionnelle.

#### Politique fiscale[30]
En matière fiscale, le parti souhaite des modifications dans le but d'assurer "davantage de justice entre les contribuables".
Le parti propose entre autres la globalisation des revenus, l'instauration d'un impôt sur la fortune et une lutte accrue contre la fraude fiscale.

#### Sécurité[31]
Le parti entend garder la sécurité comme monopole d'État et s'oppose à la privatisation de certaines missions ayant trait à la sécurité. Le PS souhaite aussi développer la police de proximité et augmenter le financement de la police fédérale.

### Positionnement électoral
Durant la campagne électorale de 2019, le centre d'études RePresent — composé de politologues de cinq universités (UAntwerpen, KU Leuven, VUB, UCLouvain et ULB) — a étudié les programmes électoraux des treize principaux partis politiques belges. Cette étude a classé les partis sur deux axes « gauche-droite », de « - 5 » (extrême-gauche) à « 5 » (extrême-droite) : un axe socio-économique « classique », qui fait référence à l'intervention de l'État dans le processus économique, et au degré suivant lequel l'État doit assurer une égalité sociale, et un axe socio-culturel, qui fait référence à un clivage articulé autour d'une opposition identitaire autour de thèmes comme l'immigration, l'Europe, la criminalité, l'environnement, l'émancipation, etc.
Le PS présente alors le programme le plus à gauche, avec le PTB, sur le plan socio-économique (- 4,43), et de gauche également sur le plan socio-culturel (- 3,41),.
Le centre RePresent réitère l'exercice durant la campagne électorale de 2024, pour les douze principaux partis. Le positionnement du PS s'est déplacé vers le centre, tout en restant à gauche, sur l'axe socio- économique (- 3,57) et se maintient sur l'axe socio-culturel (- 3,46).

## Union européenne
Le PS fait partie, tout comme son parti frère Vooruit, du Parti socialiste européen. 
Il a envoyé, à la suite des élections européennes de 2024, deux députés : Elio Di Rupo et Estelle Ceulemans.

## Structure

### Présidents
| Période     | Présidents       |
| ----------- | ---------------- |
| 1978-1981   | André Cools      |
| 1981-1992   | Guy Spitaels     |
| 1992-1999   | Philippe Busquin |
| 1999-2011   | Elio Di Rupo     |
| 2011-2013   | Thierry Giet     |
| 2013-2014   | Paul Magnette    |
| 2014-2019   | Elio Di Rupo     |
| Depuis 2019 | Paul Magnette    |

Le PS est organisé en entités locales.
Il existe 14 fédérations régionales, qui chapeautent le travail des USC (Union socialiste communale) et des sections locales.
Le PS en compte 259 (soit quasi exactement le nombre de communes wallonnes). C’est là que les militants discutent avec les élus PS de toutes les questions liées à la politique communale. Pour être aussi au plus proche des attentes des gens et des militants, les USC regroupent des sections locales. Il y en a 489. Là, les militants sont affiliés et se réunissent.
Il n’y a pas d’USC à Bruxelles mais bien des sections locales.
Les statuts du PS prévoient que le Président « national » du parti et ceux des sections locales sont élus au suffrage universel des membres du PS (à bulletin secret tous les 4 ans).

### Structures internationales
Le Parti socialiste est membre de l'Internationale socialiste (I.S), qui est l'organisation mondiale des partis socialistes, sociaux-démocrates et travaillistes. Elle rassemble actuellement 139 partis et organisations politiques de tous les continents.
Au niveau européen, le Parti socialiste, ainsi que l'ensemble des militants du PS adhèrent au Parti socialiste européen.

### Organisations associées
Le Parti socialiste travaille avec des organismes issus du pilier socialiste.
- Le Mouvement des jeunes socialistes est une structure autonome qui réunit les jeunes qui souhaitent y adhérer, de 15 à 30 ans. Il est issu de l'exclusion de la Jeune Garde Socialiste au tournant des années 1970, considérée par les patrons du parti comme trop radicale et infiltrée par les mouvances trotskystes.
- L’Institut Émile Vandervelde, constitue le centre d’étude du parti.

## Scandales liés au Parti socialiste
Le Parti socialiste est critiqué pour l'implication à répétition de nombre de ses membres, députés ou mandataires de fonctions publiques, dans des affaires de corruption, des pratiques « dignes de la mafia », des scandales ou encore des affaires de mœurs,,,.

## Personnalités liées au Parti socialiste
- Christie Morreale
- Bernard Anselme
- Marie Arena
- Éliane Tillieux
- Philippe Busquin
- Guy Coëme
- Robert Collignon
- André Cools
- Jean Cornil
- Joëlle Kapompole
- Michel Daerden
- Magda De Galan
- Véronique De Keyser
- Jean-Maurice Dehousse
- Jean-Marc Delizée
- Willy Demeyer
- Rudy Demotte
- Claude Desama
- Elio Di Rupo
- Claude Eerdekens
- André Flahaut
- Georges Dumortier
- André Frédéric
- Pierre Galand
- Paul Magnette
- Franco Seminara
- Éric Thiébaut
- Thierry Giet
- José Happart
- Emir Kir
- Fadila Laanan
- Karine Lalieux
- Roger Lallemand
- Edmond Leburton
- Anne-Marie Lizin
- Edmond Machtens
- Rachid Madrane
- Guy Mathot
- Charles Minet
- Philippe Moureaux
- Laurette Onkelinx
- Patrick Prévot
- Charles Picqué
- Henri Simonet
- Guy Spitaels
- Muriel Targnion
- Willy Taminiaux
- Freddy Thielemans
- Éric Tomas
- Jean-Claude Van Cauwenberghe
- Bruno Van Grootenbrulle
- Rudi Vervoort
- Christiane Vienne
- Yvan Ylieff
- Fabienne Winckel
- Stéphane Moreau
- Alain Mathot
- Philippe Close
- Marie Meunier

## Résultats électoraux

### Parlement fédéral

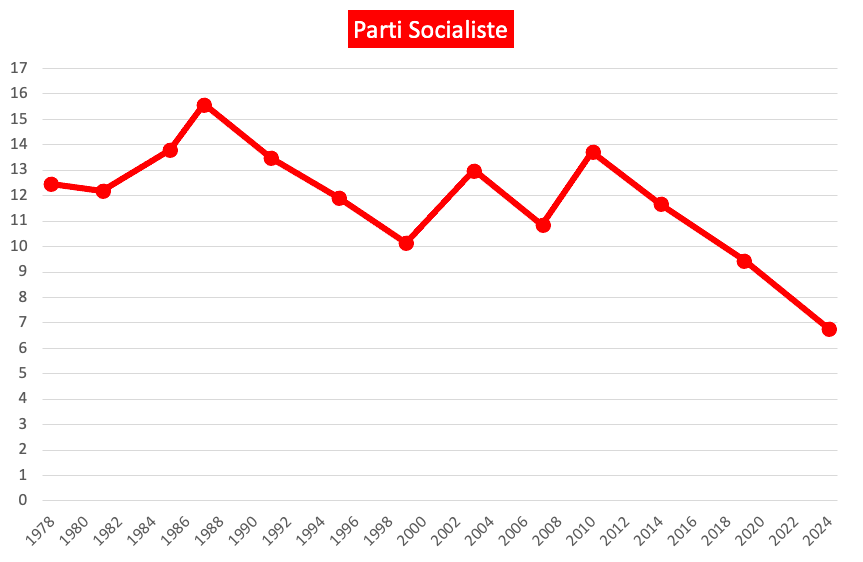
Evolution des résultats électoraux du PS à la Chambre des Représentants, de 1978 à 2024.

| Année | Chambre des représentants | Chambre des représentants | Chambre des représentants | Sénat   | Sénat | Sénat    | Gouvernement                                                           |
| Année | Voix                      | %                         | Sièges                    | Voix    | %     | Sièges   | Gouvernement                                                           |
| ----- | ------------------------- | ------------------------- | ------------------------- | ------- | ----- | -------- | ---------------------------------------------------------------------- |
| 1978  | 689 876                   | 12,46                     | 31 / 212                  | 685 307 | 12,51 | 17 / 106 | Martens I, Martens II, Martens III, Martens IV, Eyskens                |
| 1981  | 733 137                   | 12,2                      | 35 / 212                  | 755 512 | 12,7  | 18 / 106 | Opposition                                                             |
| 1985  | 834 488                   | 13,8                      | 35 / 212                  | 832 792 | 13,9  | 18 / 106 | Opposition                                                             |
| 1987  | 961 361                   | 15,6                      | 40 / 212                  | 958 686 | 15,7  | 20 / 106 | Martens VIII                                                           |
| 1991  | 831 199                   | 13,5                      | 35 / 212                  | 814 136 | 13,3  | 18 / 106 | Martens IX, Dehaene I                                                  |
| 1995  | 720 819                   | 11,9                      | 21 / 150                  | 764 610 | 12,8  | 5 / 40   | Dehaene II                                                             |
| 1999  | 631 653                   | 10,16                     | 19 / 150                  | 597 890 | 9,65  | 4 / 40   | Verhofstadt I                                                          |
| 2003  | 855 992                   | 13,02                     | 25 / 150                  | 840 908 | 12,84 | 6 / 40   | Verhofstadt II                                                         |
| 2007  | 724 787                   | 10,86                     | 20 / 150                  | 678 812 | 10,24 | 4 / 40   | Verhofstadt III, Leterme I, Van Rompuy, Leterme II                     |
| 2010  | 894 543                   | 13,71                     | 26 / 150                  | 880 828 | 13,62 | 7 / 40   | Di Rupo                                                                |
| 2014  | 787 058                   | 11,67                     | 23 / 150                  | N/A     | N/A   | 10 / 60  | Opposition                                                             |
| 2019  | 641 623                   | 9,46                      | 78885                     | N/A     | N/A   | 7 / 60   | Opposition (2019-2020), soutien (03-10/2020), De Croo (depuis 10/2020) |
| 2024  | 561 602                   | 8,04                      | 16 / 150                  | N/A     | N/A   |          | Opposition                                                             |

### Entités fédérées

#### Parlement wallon
| Année | Voix    | %     | Sièges  | Gouvernement                                     |
| ----- | ------- | ----- | ------- | ------------------------------------------------ |
| 1995  | 665 986 | 35,22 | 30 / 75 | Collignon II                                     |
| 1999  | 560 867 | 29,44 | 25 / 75 | Di Rupo I, Van Cauwenberghe I                    |
| 2004  | 727 781 | 36,91 | 34 / 75 | Van Cauwenberghe II, Di Rupo II, Demotte I       |
| 2009  | 657 803 | 32,77 | 29 / 75 | Demotte II                                       |
| 2014  | 632 653 | 30,90 | 30 / 75 | Magnette (2014-2017) puis opposition (2017-2019) |
| 2019  | 532 422 | 26,17 | 23 / 75 | Di Rupo III                                      |
| 2024  | 480 418 | 23,2  | 19 / 75 | Opposition                                       |

#### Parlement de la Région de Bruxelles-Capitale
| Année | Voix    | %     | Sièges  | Gouvernement                              |
| ----- | ------- | ----- | ------- | ----------------------------------------- |
| 1989  | 96 189  | 21,95 | 18 / 75 | Picqué I                                  |
| 1995  | 88 370  | 21,40 | 17 / 75 | Picqué II                                 |
| 1999  | 68 307  | 18,65 | 13 / 75 | Simonet I, de Donnea, Ducarme, Simonet II |
| 2004  | 130 462 | 33,35 | 26 / 89 | Picqué III                                |
| 2009  | 107 303 | 26,24 | 21 / 89 | Picqué IV, Vervoort I                     |
| 2014  | 108 755 | 26,59 | 21 / 89 | Vervoort II                               |
| 2019  | 85 530  | 22,03 | 17 / 89 | Vervoort III                              |
| 2024  | 85 929  | 22,05 | 16 / 89 | En cours                                  |

#### Parlement germanophone
| Année | Voix  | %     | Sièges | Gouvernement |
| ----- | ----- | ----- | ------ | ------------ |
| 1995  | 5 958 | 16,06 | 4 / 25 | Maraite III  |
| 1999  | 5 519 | 14,97 | 4 / 25 | Lambertz I   |
| 2004  | 6 903 | 19,01 | 5 / 25 | Lambertz II  |
| 2009  | 7 231 | 19,30 | 5 / 25 | Lambertz III |
| 2014  | 6 047 | 16,08 | 4 / 25 | Paasch I     |
| 2019  | 5820  | 14,85 | 4 / 25 | Paasch II    |
| 2024  | 5473  | 13,67 | 3 / 25 | Opposition   |

### Conseils provinciaux
| Année | Brabant wallon | Hainaut | Liège   | Luxembourg | Namur   |
| ----- | -------------- | ------- | ------- | ---------- | ------- |
| 1994  | 14 / 56        | 40 / 84 | 30 / 80 | 12 / 47    | 19 / 56 |
| 2000  | 13 / 56        | 39 / 84 | 33 / 84 | 11 / 47    | 19 / 56 |
| 2006  | 12 / 56        | 38 / 84 | 33 / 84 | 14 / 56    | 18 / 56 |
| 2012  | 7 / 37         | 30 / 56 | 21 / 56 | 10 / 37    | 12 / 37 |
| 2018  | 6 / 37         | 26 / 56 | 17 / 56 | 7 / 37     | 8 / 37  |
| 2024  | 4 / 37         | 22 / 56 | 14 / 56 | 4 / 37     | 9 / 43  |

### Parlement européen
| Année | %     | Sièges |
| ----- | ----- | ------ |
| 1979  | 27,4  | 4 / 24 |
| 1984  | 34,0  | 5 / 24 |
| 1989  | 38,1  | 5 / 24 |
| 1994  | 30,4  | 3 / 24 |
| 1999  | 25,8  | 3 / 24 |
| 2004  | 36,1  | 4 / 24 |
| 2009  | 29,1  | 3 / 22 |
| 2014  | 29,29 | 3 / 21 |
| 2019  | 26,69 | 2 / 21 |